# 田沅
田沅（1985年3月30日—），本名赵田原，曾用艺名田原，湖北武漢人，中國女音樂人及演員。前跳房子樂隊主唱。

## 参加的电影节
- 威尼斯影展——国际影评人双周之开幕电影
- 韩国釜山电影节
- 日本东京国际电影节
- 瑞典斯德哥尔摩电影节
- 北京大學生電影節

## 獲得提名及獎項

### 音樂
- 2003年 中國歌曲排行榜「未來主人翁獎」

### 戲劇
- 2004年11月，台灣第41屆金馬獎『最佳新人獎』提名
- 2005年2月，香港第10屆金紫荊獎『最佳女配角』提名
- 2005年3月，第24屆香港電影金像獎『最佳新演員』獎
- 2005年11月，中國網絡年度新人第二名

## 戲劇作品

### 電視劇
- 2020年《怪你過分美麗》飾 張萌(客串)
- 2020年《白色月光》飾 甘露
- 2021年《生活家》(客串)
- 2021年《今天不是最后一天》(網絡劇)飾 陸鳴
- 2021年《真相》(網絡劇)飾 彭娟
- 2021年《夜色暗涌时》飾 唐熙
- 2021年《女心理师》飾 熊俏
- 2022年《猎罪图鉴》(網絡劇)飾 林敏
- 2022年《法医秦明之读心者》(網絡劇)飾 林佳
- 2022年《消失的孩子》飾 夏云青
- 2022年《亲爱的生命》飾 李曉娟
- 2022年《賀頓的小可樂》(網絡劇)飾 熊俏
- 2022年《月里青山淡如画》飾 琳達
- 2024年《破茧 (第二季)》(網絡劇)飾 何静之

### 電影
- 2004年《蝴蝶》飾  小葉
- 2005年《詛咒》飾  田原
- 2005年《江城夏日》飾  李艷紅
- 2006年《八月的故事》飾  玉意[1][2][3][4]
- 2006年《青春期》飾  喜
- 2006年《左右》（客串）
- 2007年《怒放》飾  小猫
- 2007年《海上夢境》（前名為《迷樂上海》）飾  apple
- 2007年《跟你沒完》飾  樂隊主唱蘭蘭
- 2008年《六樓后座2之家屬謝禮》飾  琪KAY
- 2008年《高興》飾  孟夷纯
- 2013年《過界》飾  阿婷
- 2014年《黃金時代》飾  白朗
- 2016年《爱情麻辣烫之情定终身》飾  田小雅
- 2016年《鋼刀》
- 2023年《燕交》飾  楊帆

### 短片
- 2006年《我把初吻獻給誰－條形碼》
- 2006年《我们的十年》
- 2007年《中國式美麗》
- 2007年《尋找沙漠中的美人魚》

### MV演出
- 2005年《I See You》
- 2005年《諾言》（深蓝乐队）
- 2006年《So Poetic》（收錄於合輯《十二金釵眾生花》）
- 2007年《白色呼吸》（收錄於合輯《東樂園》）

### 音樂劇
- 2007年《友你友我友音樂》
- 2007年7月17日《M與V的網絡邂逅》飾 V（女主角）

## 音樂作品

### 專輯
- 2002年10月《A Wishful Way》（全碟早已於2001年7月錄製完成）
- 2008年4月18日  首张同名专辑《田原》

### 合輯
- 2002年6月《摩登天空4》收錄歌曲《Animal Fazenda》
- 2005年《IS project 2#》收錄歌曲《b2》
- 2008年《六樓后座2家屬謝禮》電影原聲帶插曲《她和她的房間》演唱

## 演藝活動

### 現場演唱
- 2003年2月 北京Suede樂隊演唱會之嘉賓環節

### 節目錄影
- 2002年12月 CCTV《第二起跑線》

### 電台節目
- 2007年8月12日 山東訪談節目《小鳳直播室》

## 書籍
- 2002年10月《斑馬森林》（2003年1月發行繁體中文版，同年3月發行法文版）
- 2007年4月《雙生水莽》（2008年7月發行繁體中文版）
- 2009年12月1日《一豆七蔻》（2010年2月3日首發特別限量版）

## 外部連結
- 田沅的新浪微博
- 田原pinkwork訪問聲音及視頻(初出道時, yuan1 & yuan2.htm 共兩頁) （页面存档备份，存于）